# Bilan saison par saison de l'AS Saint-Étienne
Cette page présente le bilan saison par saison du club de football français de l'AS Saint-Étienne, depuis l'acquisition du statut professionnel en 1933.

## Historique des saisons

### Tableau récapitulatif
Le tableau présente les compétitions auxquelles le club a participé (Championnats, Coupe de France, Coupe de la Ligue, l'ancienne Coupe Charles Drago et les Coupes d'Europe), ses résultats, ainsi que certaines statistiques,,,. Les saisons à partir de 1933 sont cliquables pour de plus amples détails.
| Saison        | Div                                        | Class.                                     | Pts                                        | V                                          | N                                          | D                                          | BP                                         | BC                                         | CF                                         | CCD et CL*                                 | CE                                                   | Entraîneur                                                           | M. buteur (buts)                           |
| ------------- | ------------------------------------------ | ------------------------------------------ | ------------------------------------------ | ------------------------------------------ | ------------------------------------------ | ------------------------------------------ | ------------------------------------------ | ------------------------------------------ | ------------------------------------------ | ------------------------------------------ | ---------------------------------------------------- | -------------------------------------------------------------------- | ------------------------------------------ |
| 1919 - 1933   | Équipe n'ayant pas le statut professionnel | Équipe n'ayant pas le statut professionnel | Équipe n'ayant pas le statut professionnel | Équipe n'ayant pas le statut professionnel | Équipe n'ayant pas le statut professionnel | Équipe n'ayant pas le statut professionnel | Équipe n'ayant pas le statut professionnel | Équipe n'ayant pas le statut professionnel | Équipe n'ayant pas le statut professionnel | Équipe n'ayant pas le statut professionnel | Équipe n'ayant pas le statut professionnel           | Équipe n'ayant pas le statut professionnel                           | Équipe n'ayant pas le statut professionnel |
| 1933 - 1934   | D2 S                                       | 2e                                         | 19                                         | 9                                          | 1                                          | 6                                          | 31                                         | 25                                         | 1/8e                                       |                                            |                                                      | Albert Locke                                                         | Lucien Hartmann* (15)                      |
| 1934 - 1935   | D2                                         | 9e                                         | 23                                         | 10                                         | 3                                          | 13                                         | 46                                         | 59                                         | 1/16e                                      | Harold Rivers - William Duckwoorth         | Ferenc Odry* (25)                                    |                                                                      |                                            |
| 1935 - 1936   | D2                                         | 3e                                         | 52                                         | 24                                         | 4                                          | 6                                          | 99                                         | 49                                         | 1/8e                                       | Zoltan Vago                                | Yvan Beck* (30)                                      |                                                                      |                                            |
| 1936 - 1937   | D2                                         | 3e                                         | 40                                         | 19                                         | 2                                          | 11                                         | 98                                         | 50                                         | 1/16e                                      | Zoltan Vago - William Duckwoorth           | Yvan Beck* (34)                                      |                                                                      |                                            |
| 1937 - 1938   | D2                                         | 2e                                         | 58                                         | 24                                         | 10                                         | 8                                          | 103                                        | 53                                         | 1/32e                                      | William Duckwoorth                         | Yvan Beck* (33)                                      |                                                                      |                                            |
| 1938 - 1939   | D1                                         | 4e                                         | 35                                         | 14                                         | 7                                          | 9                                          | 46                                         | 30                                         | 1/8e                                       | William Duckwoorth                         | Ignace Tax* (21)                                     |                                                                      |                                            |
| 1939 - 1940   | Z. S-E                                     | 4e                                         | 8                                          | 3                                          | 0                                          | 5                                          | 21                                         | 26                                         | 1/8e                                       | William Duckwoorth                         | Ignace Tax* (11)                                     |                                                                      |                                            |
| 1940 - 1941   | Z. S                                       | 9e                                         | 7                                          | 3                                          | 1                                          | 12                                         | 17                                         | 34                                         | F. de Z Libre                              | Émile Cabannes                             | Jules Bigot* (18)                                    |                                                                      |                                            |
| 1941 - 1942   | Z. S                                       | 4e                                         | 16                                         | 7                                          | 2                                          | 7                                          | 22                                         | 30                                         | 4e T de Z Libre                            | Émile Cabannes                             | Jules Bigot* (9)                                     |                                                                      |                                            |
| 1942 - 1943   | Z. S                                       | 5e                                         | 31                                         | 13                                         | 5                                          | 12                                         | 50                                         | 49                                         | 1/4 de Z Libre                             | Émile Cabannes                             | Antoine Rodriguez* (21)                              |                                                                      |                                            |
| 1943 - 1944** | Rég. Gr. K **                              | 3e                                         | 18                                         | 7                                          | 4                                          | 5                                          | 45                                         | 24                                         | 1/8e                                       | Ignace Tax                                 | -                                                    |                                                                      |                                            |
| 1944 - 1945   | Z. S                                       | 8e                                         | 18                                         | 6                                          | 5                                          | 11                                         | 45                                         | 54                                         | 1/16e                                      | Ignace Tax                                 | Antoine Cuissard* (10)                               |                                                                      |                                            |
| 1945 - 1946   | D1                                         | 2e                                         | 44                                         | 20                                         | 4                                          | 10                                         | 86                                         | 68                                         | 5e tour                                    | Ignace Tax                                 | A. Rodriguez* (19)                                   |                                                                      |                                            |
| 1946 - 1947   | D1                                         | 11e                                        | 37                                         | 13                                         | 11                                         | 4                                          | 71                                         | 84                                         | 1/16e                                      | Ignace Tax                                 | Antoine Rodriguez* (20)                              |                                                                      |                                            |
| 1947 - 1948   | D1                                         | 4e                                         | 41                                         | 16                                         | 9                                          | 9                                          | 72                                         | 58                                         | 1/32e                                      | Ignace Tax                                 | Antoine Rodriguez (15)                               |                                                                      |                                            |
| 1948 - 1949   | D1                                         | 8e                                         | 35                                         | 13                                         | 9                                          | 12                                         | 68                                         | 72                                         | 1/16e                                      | Ignace Tax                                 | René Alpsteg (19)                                    |                                                                      |                                            |
| 1949 - 1950   | D1                                         | 11e                                        | 32                                         | 12                                         | 8                                          | 14                                         | 60                                         | 58                                         | 1/32e                                      | -                                          | Ignace Tax                                           | Karel Michlowski (16)                                                |                                            |
| 1950 - 1951   | D1                                         | 7e                                         | 37                                         | 16                                         | 8                                          | 13                                         | 63                                         | 59                                         | 1/2                                        | -                                          | Jean Snella                                          | Jean Tamini (11)                                                     |                                            |
| 1951 - 1952   | D1                                         | 9e                                         | 36                                         | 15                                         | 6                                          | 13                                         | 69                                         | 68                                         | 1/16e                                      | -                                          | Jean Snella                                          | Kees Rijvers (12)                                                    |                                            |
| 1952 - 1953   | D1                                         | 11e                                        | 30                                         | 11                                         | 8                                          | 15                                         | 44                                         | 59                                         | 1/2                                        | ⇐                                          | -                                                    | Jean Snella                                                          | René Alpsteg, Raymond Haond (9)            |
| 1953 - 1954   | D1                                         | 5e                                         | 38                                         | 16                                         | 6                                          | 12                                         | 48                                         | 47                                         | 1/32e                                      | 1er T                                      | -                                                    | Jean Snella                                                          | Jacques Foix (10)                          |
| 1954 - 1955   | D1                                         | 7e                                         | 35                                         | 15                                         | 5                                          | 14                                         | 58                                         | 51                                         | 1/32e                                      | V. (Sedan 2-0)                             |                                                      | Jean Snella                                                          | Jacques Foix (24)                          |
| 1955 - 1956   | D1                                         | 4e                                         | 41                                         | 15                                         | 11                                         | 8                                          | 68                                         | 53                                         | 1/4                                        | ⇐                                          | -                                                    | Jean Snella                                                          | Jacques Foix, Rachid Mekloufi (21)         |
| 1956 - 1957   | D1                                         | 1er                                        | 49                                         | 20                                         | 9                                          | 5                                          | 88                                         | 45                                         | 1/16e                                      | 2e T                                       | -                                                    | Jean Snella                                                          | Eugène N'Jo Léa (35)                       |
| 1957 - 1958   | D1                                         | 7e                                         | 37                                         | 10                                         | 17                                         | 7                                          | 55                                         | 52                                         | 1/16e                                      | V. (Nice 2-1)                              | CL 4e LC 1er T                                       | Jean Snella                                                          | Eugène N'Jo Léa (16)                       |
| 1958 - 1959   | D1                                         | 6e                                         | 40                                         | 16                                         | 8                                          | 14                                         | 68                                         | 73                                         | 1/8e                                       | 1/8e                                       | -                                                    | Jean Snella                                                          | Eugène N'Jo Léa (23)                       |
| 1959 - 1960   | D1                                         | 12e                                        | 36                                         | 12                                         | 12                                         | 14                                         | 62                                         | 65                                         | F. (Monaco 2-4)                            | ⇐                                          | -                                                    | René Vernier                                                         | Ginès Liron (30)                           |
| 1960 - 1961   | D1                                         | 5e                                         | 43                                         | 16                                         | 11                                         | 11                                         | 60                                         | 54                                         | 1/4                                        | ⇐                                          | -                                                    | René Vernier - François Wicart                                       | Ginès Liron (11)                           |
| 1961 - 1962   | D1                                         | 17e                                        | 30                                         | 10                                         | 10                                         | 18                                         | 55                                         | 60                                         | V. (Nancy 1-0)                             | ⇐                                          | -                                                    | Henri Guérin - François Wicart                                       | Ginès Liron (17)                           |
| 1962 - 1963   | D2                                         | 1er                                        | 58                                         | 25                                         | 8                                          | 3                                          | 85                                         | 45                                         | 1/32e                                      | 1/4                                        | CC 1/8e                                              | François Wicart                                                      | Robert Herbin (18)                         |
| 1963 - 1964   | D1                                         | 1er                                        | 44                                         | 18                                         | 8                                          | 8                                          | 71                                         | 48                                         | 1/16e                                      | 1/4                                        | -                                                    | Jean Snella                                                          | André Guy (28)                             |
| 1964 - 1965   | D1                                         | 7e                                         | 35                                         | 13                                         | 9                                          | 12                                         | 48                                         | 43                                         | 1/2                                        | ⇐                                          | LC 1/16e                                             | Jean Snella                                                          | André Guy (23)                             |
| 1965 - 1966   | D1                                         | 5e                                         | 45                                         | 19                                         | 7                                          | 12                                         | 85                                         | 62                                         | 1/32e                                      |                                            | -                                                    | Jean Snella                                                          | Robert Herbin (26)                         |
| 1966 - 1967   | D1                                         | 1er                                        | 54                                         | 24                                         | 6                                          | 8                                          | 82                                         | 37                                         | 1/16e                                      | -                                          | Jean Snella                                          | Hervé Revelli (31)                                                   |                                            |
| 1967 - 1968   | D1                                         | 1er                                        | 57                                         | 24                                         | 9                                          | 5                                          | 78                                         | 30                                         | V. (Bordeaux 2-1)                          | LC 1/8e                                    | Albert Batteux                                       | Hervé Revelli (23)                                                   |                                            |
| 1968 - 1969   | D1                                         | 1er                                        | 53                                         | 24                                         | 5                                          | 5                                          | 70                                         | 26                                         | 1/8e                                       | LC 1/16e                                   | Albert Batteux                                       | Hervé Revelli (21)                                                   |                                            |
| 1969 - 1970   | D1                                         | 1er                                        | 56                                         | 25                                         | 6                                          | 3                                          | 88                                         | 30                                         | V. (Nantes 5-0)                            | LC 1/8e                                    | Albert Batteux                                       | Hervé Revelli (28)                                                   |                                            |
| 1970 - 1971   | D1                                         | 2e                                         | 51                                         | 20                                         | 11                                         | 7                                          | 83                                         | 45                                         | 1/8e                                       | LC 1/16e                                   | Albert Batteux                                       | Salif Keita (44)                                                     |                                            |
| 1971 - 1972   | D1                                         | 6e                                         | 44                                         | 20                                         | 4                                          | 14                                         | 81                                         | 59                                         | 1/16e                                      | UE 1/32e                                   | Albert Batteux                                       | Salif Keita (29)                                                     |                                            |
| 1972 - 1973   | D1                                         | 4e                                         | 46                                         | 18                                         | 10                                         | 10                                         | 64                                         | 47                                         | 1/4                                        | IT                                         | Robert Herbin                                        | Patrick Revelli (18)                                                 |                                            |
| 1973 - 1974   | D1                                         | 1er                                        | 66                                         | 23                                         | 9                                          | 6                                          | 74                                         | 40                                         | V. (Monaco 2-1)                            | UE T.pre                                   | Robert Herbin                                        | Hervé Revelli (22)                                                   |                                            |
| 1974 - 1975   | D1                                         | 1er                                        | 58                                         | 23                                         | 6                                          | 9                                          | 70                                         | 39                                         | V. (Lens 2-0)                              | LC 1/2                                     | Robert Herbin                                        | Hervé Revelli (26)                                                   |                                            |
| 1975 - 1976   | D1                                         | 1er                                        | 57                                         | 18                                         | 15                                         | 5                                          | 68                                         | 39                                         | 1/32e                                      | LC F. (Bayern 0-1)                         | Robert Herbin                                        | Hervé Revelli, Dominique Rocheteau (14)                              |                                            |
| 1976 - 1977   | D1                                         | 5e                                         | 45                                         | 17                                         | 11                                         | 10                                         | 55                                         | 36                                         | V. (Reims 2-1)                             | LC 1/4                                     | Robert Herbin                                        | Patrick Revelli (14)                                                 |                                            |
| 1977 - 1978   | D1                                         | 7e                                         | 42                                         | 18                                         | 6                                          | 14                                         | 50                                         | 49                                         | 1/16e                                      | CC 1/16e                                   | Robert Herbin                                        | Patrick Revelli (8)                                                  |                                            |
| 1978 - 1979   | D1                                         | 3e                                         | 54                                         | 24                                         | 6                                          | 8                                          | 77                                         | 34                                         | 1/8e                                       | -                                          | Robert Herbin                                        | Dominique Rocheteau (24)                                             |                                            |
| 1979 - 1980   | D1                                         | 3e                                         | 54                                         | 23                                         | 8                                          | 7                                          | 73                                         | 50                                         | 1/4                                        | UE 1/4                                     | Robert Herbin                                        | Michel Platini (26)                                                  |                                            |
| 1980 - 1981   | D1                                         | 1er                                        | 57                                         | 23                                         | 11                                         | 4                                          | 68                                         | 26                                         | F. (Bastia 1-2)                            | UE 1/4                                     | Robert Herbin                                        | Michel Platini (29)                                                  |                                            |
| 1981 - 1982   | D1                                         | 2e                                         | 54                                         | 22                                         | 10                                         | 6                                          | 74                                         | 31                                         | F. (Paris SG 2-2 tab)                      | LC T.Pre                                   | Robert Herbin                                        | Michel Platini (27)                                                  |                                            |
| 1982 - 1983   | D1                                         | 14e                                        | 34                                         | 11                                         | 12                                         | 15                                         | 41                                         | 52                                         | 1/16e                                      | UE 1/16e                                   | Robert Herbin - Guy Briet                            | Laurent Roussey, Bernard Genghini (10)                               |                                            |
| 1983 - 1984   | D1                                         | 18e                                        | 34                                         | 11                                         | 8                                          | 19                                         | 31                                         | 52                                         | 1/16e                                      | -                                          | Jean Djorkaeff - R. Philippe                         | Pascal Carrot (9)                                                    |                                            |
| 1984 - 1985   | D2                                         | 2e                                         | 48                                         | 20                                         | 8                                          | 6                                          | 66                                         | 22                                         | 1/4                                        | -                                          | Henryk Kasperczak                                    | Roger Milla (26)                                                     |                                            |
| 1985 - 1986   | D2 A                                       | 1er                                        | 46                                         | 18                                         | 10                                         | 6                                          | 50                                         | 29                                         | 8T                                         | -                                          | Henryk Kasperczak                                    | Roger Milla (11)                                                     |                                            |
| 1986 - 1987   | D1                                         | 16e                                        | 33                                         | 9                                          | 15                                         | 14                                         | 27                                         | 32                                         | 1/16e                                      | -                                          | Henryk Kasperczak                                    | Abdelkrim Merry Krimau (9)                                           |                                            |
| 1987 - 1988   | D1                                         | 4e                                         | 42                                         | 18                                         | 6                                          | 14                                         | 54                                         | 56                                         | 1/32e                                      | -                                          | Robert Herbin                                        | Patrice Garande (17)                                                 |                                            |
| 1988 - 1989   | D1                                         | 14e                                        | 48                                         | 12                                         | 12                                         | 14                                         | 39                                         | 50                                         | 1/32e                                      | -                                          | Robert Herbin                                        | Philippe Tibeuf (10)                                                 |                                            |
| 1989 - 1990   | D1                                         | 15e                                        | 34                                         | 11                                         | 12                                         | 15                                         | 38                                         | 46                                         | 1/2                                        | -                                          | Robert Herbin                                        | Philippe Tibeuf (10)                                                 |                                            |
| 1990 - 1991   | D1                                         | 13e                                        | 35                                         | 13                                         | 9                                          | 16                                         | 40                                         | 46                                         | 1/16e                                      | -                                          | C. Sarramagna                                        | Étienne Mendy, Philippe Tibeuf, Lubomir Moravcik (6)                 |                                            |
| 1991 - 1992   | D1                                         | 10e                                        | 37                                         | 13                                         | 11                                         | 14                                         | 42                                         | 37                                         | 1/8e                                       | -                                          | Christian Sarramagna                                 | Didier Tholot (6)                                                    |                                            |
| 1992 - 1993   | D1                                         | 7e                                         | 43                                         | 13                                         | 17                                         | 8                                          | 34                                         | 26                                         | 1/2                                        | -                                          | Jacques Santini                                      | Étienne Mendy (7)                                                    |                                            |
| 1993 - 1994   | D1                                         | 11e                                        | 37                                         | 12                                         | 13                                         | 13                                         | 38                                         | 36                                         | 1/32e                                      | -                                          | Jacques Santini                                      | Roland Wohlfarth (11)                                                |                                            |
| 1994 - 1995   | D1                                         | 18e                                        | 38                                         | 9                                          | 11                                         | 18                                         | 45                                         | 55                                         | 1/32e                                      | 1/16e                                      | -                                                    | Élie Baup                                                            | Laurent Blanc (12)                         |
| 1995 - 1996   | D1                                         | 19e                                        | 34                                         | 6                                          | 16                                         | 16                                         | 36                                         | 59                                         | 1/16e                                      | 1/8e                                       | -                                                    | Élie Baup - Dominique Bathenay                                       | Liazid Sandjak (9)                         |
| 1996 - 1997   | D2                                         | 17e                                        | 51                                         | 12                                         | 15                                         | 15                                         | 48                                         | 56                                         | 7e T                                       | 1/16e                                      | -                                                    | Pierre Mankowski                                                     | Samba N'Diaye (17)                         |
| 1997 - 1998   | D2                                         | 17e                                        | 51                                         | 12                                         | 15                                         | 15                                         | 47                                         | 60                                         | 8e T                                       | 1/16e                                      | -                                                    | Pierre Repellini                                                     | Didier Thimothée (19)                      |
| 1998 - 1999   | D2                                         | 1er                                        | 68                                         | 18                                         | 14                                         | 6                                          | 56                                         | 38                                         | 8e T                                       | 1/16e                                      | -                                                    | Robert Nouzaret                                                      | Patrick Revelles (13)                      |
| 1999 - 2000   | D1                                         | 6e                                         | 48                                         | 13                                         | 9                                          | 12                                         | 46                                         | 47                                         | 1/16e                                      | 1/8e                                       | -                                                    | Robert Nouzaret                                                      | Alex Dias Almeida (15)                     |
| 2000 - 2001   | D1                                         | 17e                                        | 34                                         | 8                                          | 10                                         | 16                                         | 42                                         | 56                                         | 1/16e                                      | 1/4                                        | INT NJ                                               | R. Nouzaret - G. Soler - J. Toshack - Rudi Garcia & Jean-Guy Walleme | Alex Dias Almeida (13)                     |
| 2001 - 2002   | D2                                         | 13e                                        | 46                                         | 11                                         | 13                                         | 14                                         | 35                                         | 42                                         | 1/32e                                      | 1/16e                                      | -                                                    | Alain Michel - F. Antonetti                                          | Alex Di Rocco (8)                          |
| 2002 - 2003   | L2                                         | 9e                                         | 51                                         | 12                                         | 15                                         | 11                                         | 34                                         | 30                                         | 7e T                                       | 1/4                                        | -                                                    | Frédéric Antonetti                                                   | Lilian Compan, Patrice Carteron (8)        |
| 2003 - 2004   | L2                                         | 1er                                        | 73                                         | 22                                         | 7                                          | 9                                          | 44                                         | 29                                         | 1/32e                                      | 1/2                                        | -                                                    | Frédéric Antonetti                                                   | Lilian Compan (11)                         |
| 2004 - 2005   | L1                                         | 6e                                         | 53                                         | 12                                         | 17                                         | 9                                          | 47                                         | 34                                         | 1/32e                                      | 1/2                                        | -                                                    | Élie Baup                                                            | Pascal Feindouno (13)                      |
| 2005 - 2006   | L1                                         | 13e                                        | 47                                         | 11                                         | 14                                         | 13                                         | 29                                         | 39                                         | 1/32e                                      | 1/16e                                      | IT 3e T                                              | Élie Baup                                                            | Frédéric Piquionne (6)                     |
| 2006 - 2007   | L1                                         | 11e                                        | 49                                         | 14                                         | 16                                         | 17                                         | 52                                         | 50                                         | 1/32e                                      | 1/4                                        | -                                                    | Ivan Hasek                                                           | Bafétimbi Gomis (10)                       |
| 2007 - 2008   | L1                                         | 5e                                         | 58                                         | 16                                         | 10                                         | 12                                         | 47                                         | 34                                         | 1/32e                                      | 1/16e                                      | -                                                    | Laurent Roussey                                                      | Bafétimbi Gomis (16)                       |
| 2008 - 2009   | L1                                         | 17e                                        | 40                                         | 11                                         | 7                                          | 20                                         | 40                                         | 56                                         | 1/16e                                      | 1/16e                                      | UE 1/8                                               | Laurent Roussey - Alain Perrin                                       | Bafétimbi Gomis (10)                       |
| 2009 - 2010   | L1                                         | 17e                                        | 40                                         | 10                                         | 10                                         | 18                                         | 27                                         | 45                                         | 1/4                                        | 1/8e                                       | -                                                    | Alain Perrin - Christophe Galtier                                    | Emmanuel Rivière (8)                       |
| 2010 - 2011   | L1                                         | 10e                                        | 49                                         | 12                                         | 13                                         | 13                                         | 46                                         | 47                                         | 1/32e                                      | 1/4                                        | -                                                    | Christophe Galtier                                                   | Dimitri Payet (13)                         |
| 2011 - 2012   | L1                                         | 7e                                         | 57                                         | 16                                         | 9                                          | 13                                         | 49                                         | 45                                         | 1/32e                                      | 1/8e                                       | -                                                    | Christophe Galtier                                                   | Pierre-Emerick Aubameyang (16)             |
| 2012 - 2013   | L1                                         | 5e                                         | 63                                         | 16                                         | 15                                         | 7                                          | 60                                         | 32                                         | 1/4                                        | V. (Rennes 1-0)                            | -                                                    | Christophe Galtier                                                   | Pierre-Emerick Aubameyang (19)             |
| 2013 - 2014   | L1                                         | 4e                                         | 69                                         | 20                                         | 9                                          | 9                                          | 56                                         | 34                                         | 1/32e                                      | 1/8e                                       | UE 4e T                                              | Christophe Galtier                                                   | Mevlüt Erding (11)                         |
| 2014 - 2015   | L1                                         | 5e                                         | 69                                         | 19                                         | 12                                         | 7                                          | 51                                         | 30                                         | 1/2                                        | 1/4                                        | UE Grp                                               | Christophe Galtier                                                   | Max-Alain Gradel (17)                      |
| 2015 - 2016   | L1                                         | 6e                                         | 58                                         | 17                                         | 7                                          | 14                                         | 42                                         | 37                                         | 1/4                                        | 1/8e                                       | UE 1/16                                              | Christophe Galtier                                                   | Nolan Roux (9)                             |
| 2016 - 2017   | L1                                         | 8e                                         | 50                                         | 12                                         | 14                                         | 12                                         | 41                                         | 42                                         | 1/16e                                      | 1/8e                                       | UE 1/16                                              | Christophe Galtier                                                   | Romain Hamouma (7)                         |
| 2017 - 2018   | L1                                         | 7e                                         | 55                                         | 15                                         | 10                                         | 13                                         | 47                                         | 50                                         | 1/16e                                      | 1/8e                                       | -                                                    | Óscar García Junyent - Julien Sablé - Jean-Louis Gasset              | Rémy Cabella (8)                           |
| 2018 - 2019   | L1                                         | 4e                                         | 66                                         | 19                                         | 9                                          | 10                                         | 59                                         | 41                                         | 1/16e                                      | 1/16e                                      | -                                                    | Jean-Louis Gasset                                                    | Wahbi Khazri (13)                          |
| 2019 - 2020   | L1                                         | 17e                                        | 30                                         | 8                                          | 6                                          | 14                                         | 29                                         | 45                                         | F. (PSG 0-1)                               | 1/4                                        | UE Grp                                               | Ghislain Printant - Claude Puel                                      | Denis Bouanga (12)                         |
| 2020 - 2021   | L1                                         | 11e                                        | 46                                         | 12                                         | 10                                         | 16                                         | 42                                         | 54                                         | 1/32e                                      |                                            | -                                                    | Claude Puel                                                          | Denis Bouanga, Wahbi Khazri (7)            |
| 2021 - 2022   | L1                                         | 18e                                        | 32                                         | 7                                          | 11                                         | 20                                         | 42                                         | 77                                         | 1/8e                                       | -                                          | Claude Puel - Julien Sablé - Pascal Dupraz           | Wahbi Khazri (10)                                                    |                                            |
| 2022 - 2023   | L2                                         | 8e                                         | 53                                         | 15                                         | 11                                         | 12                                         | 63                                         | 57                                         | 7e T                                       | -                                          | Laurent Batlles                                      | Jean-Philippe Krasso (17)                                            |                                            |
| 2023 - 2024   | L2                                         | 3e                                         | 65                                         | 19                                         | 8                                          | 11                                         | 48                                         | 31                                         | 8e T                                       | -                                          | Laurent Batlles - Laurent Huard - Olivier Dall'Oglio | Ibrahim Sissoko (13)                                                 |                                            |
| 2024 - 2025   | L1                                         | 17e                                        | 34                                         | 8                                          | 6                                          | 20                                         | 39                                         | 77                                         | 1/32e                                      | -                                          | Olivier Dall'Oglio - Laurent Huard - Eirik Horneland | Lucas Stassin (12)                                                   |                                            |
| 2025 - 2026   | L2                                         | -                                          | -                                          | -                                          | -                                          | -                                          | -                                          | -                                          | -                                          | -                                          | Eirik Horneland                                      | -                                                                    |                                            |